# Rybincy
Rybincy (in lingua russa Рыбицы) è una città della Russia, sul fiume Oredež, nell'Oblast' di Leningrado.

## Geografia antropica

### Frazioni
- Central'naja (Tsentralhnaya)